# Jean-Paul Valabrega
Jean-Paul Valabrega (Saint-Claude, 21 de junio de 1922 - París, 25 de enero de 2011) es un filósofo y psicoanalista francés.
Jean-Paul Valabrega integró la resistencia francesa durante la Segunda Guerra Mundial.  Fue analizado por Georges Parcheminey y luego por Jacques Lacan, a quien siguió en 1953 en la Sociedad Francesa de Psicoanálisis y luego en 1964 en la Escuela Freudiana de París. Lo dejó en 1969 para fundar el Cuarto Grupo (Quatrième Groupe) con Piera Aulagnier y François Perrier.
Formó parte del consejo de redacción de la revista Topique cuando se fundó en 1969. Después de la muerte de Piera Aulagnier se convirtió en su codirector junto a Sophie de Mijolla-Mellor. El Cuarto Grupo le dedicó sus jornadas científicas en 2013, con contribuciones de Edgar Morin, Michelle Moreau Ricaud, Muriel Djeribi-Valentin y Gérard Bazalgette.
Con Nicole Belmont, dirigió un seminario de antropología en la Escuela de Estudios Superiores en Ciencias Sociales.
Muere el 25 de enero de 2011 en París y es inhumado el 2 de febrero de 2011 en el cementerio de Montparnasse.

## Obras
- Fantasma, mito, cuerpo y significado. París, Payot, 1977.
- Técnicas psicoterapéuticas en medicina . Con Michael Balint, Enid Balint, Judith. Dupont, Payot, 1970.
- “Fundamento psicopolítico de la censura”, Comunicaciones, 9, 1967, p.114-121.
- La Relación Terapéutica, 1962.
- La formación del psicoanalista, Payot, coll. " Biblioteca científica »ISBN 2228887994
- Los mitos, narradores del inconsciente : Cuestiones de origen y fin, Payot, coll. " Biblioteca científica , 2001,ISBN 222889494X